# Andreas Birnbacher (Politiker)
Andreas Birnbacher (* 20. April 1922 in Anger; † 14. Juni 1984) war ein deutscher Kommunalpolitiker (CSU), zuletzt Landrat des Landkreises Berchtesgadener Land.

## Werdegang
Birnbacher war zunächst 18 Jahre Erster Bürgermeister der Gemeinde Anger. Von 1. Mai 1978 bis zu seinem Tod war er Landrat des Landkreises Berchtesgadener Land.

## Ehrungen
- 1982: Verdienstkreuz am Bande der Bundesrepublik Deutschland[2]